# なかせひな
なかせ ひな（11月28日 - ）は、日本の女性声優、歌手、音響監督。主にアダルトゲーム業界で活動している。東京都台東区出身。Honey Rush所属（代表取締役社長、音響制作会社Honey Bomb代表）。かつては「姫月」「村上仁美」「中瀬ひな」（読み同じ）「reika」「沢野冷果」（2004年〜2005年）名義で活動していた。2009年6月より、「なかせひな」に改名した。東京成徳短期大学附属高等学校卒業。

## 経歴
- 1993年、勝田声優学院に入学[2]。イベント総合司会業フリーで活動中[2]。1996年、勝田声優学院ゼミ科卒業[2]。
- 1995年、笠井幹夫でヴォイストレーニングをうける[2]。
- 1996年、劇団ムーンライト入団、2年間のち退団[2]。
- 1999年、芥川澄夫ヴォーカルハウスにて[2]。
- 2000年、ユニット「月兎」結成[2]。
- 2001年、PCゲーム『CONCERTO.』のメインヒロイン・三石みんと役で「村上仁美」名義にて声優デビュー。
- 2002年、イエローテイルに所属（後に退所）。現在は自身が代表取締役を務める株式会社Honey Rushを設立している。

### 芸名歴
2001年、PCゲーム『CONCERTO.』のメインヒロイン・三石みんと役のにて「村上仁美」名義にてデビュー。2002年、「中瀬ひな」と改名。ただし、2004年から2005年にかけて全年齢作品に出演する際には「沢野冷果」名義を使用。
2009年6月に書いたブログで、突如芸名を全て平仮名の「なかせひな」に改名した。理由は画数によるものと説明し、サインも変更された。

## 人物
- アダルトゲーム分野で顔出しが出来る声優の一人。
- イラストを描く事もあり、イベント時の景品や壁紙プレゼントに使用している。絵柄はブログ「なかせひなアカデミアンブログ」等で見ることができる。
- ゲームメーカーLump of Sugar関連のイベントに出演することが多い。同社提供のラジオ番組「Lump of Sugar 放送部」でパーソナリティを担当している他、Lump of Sugarのスタッフである萌木原ふみたけとひろりんでUMAというユニットを組んで作詞や楽曲発表を行っている。
- 彼女のブログによく出る飼い犬は「みちゅ」と呼ばれているが、実際の名前は「光圀」である。
  - その光圀が老衰により逝去した後、新たにトイプードルの「天海」とイグアナの「マクマホン」を飼っている。
- 好きな音楽はゴダイゴ。

## 「音楽業」関連
2000年、作曲家のwataruと共に音楽ユニット「月兎」を結成し、姫月としてボーカル・作詞を担当。
歌手としてはRirykaに誘われたことがきっかけで、主にAngel Note関連での楽曲発表や作詞活動を行っている。彼女所属の事務所とAngel Noteの事務所は2010年現在同じ住所にある。
2008年、萌木原ふみたけやひろりんと共に音楽ユニット「UMA」を結成する。

## 出演
太字はメインキャラクター。

### テレビアニメ
- タユタマ -Kiss on my Deity-（2009年、蘭・エッジ＝ウェムス）
- Persona4 the ANIMATION（2011年 - 2014年、小西早紀）- 2シリーズ

### アダルトアニメ
- CONCERTO.（2001年、三石みんと）- 「村上仁美」名義
- V.G.NEO（2004年、玉真珠）
- おしえて Re:メイド（2007年、フィリネ・レイヤード）[4]
- りんかん倶楽部〜第一話 山崎鈴子と桂木愛子〜（2011年、山崎鈴子）[注 1]
- せいかつ指導!! Anime Edition -しの・みかん・れん-（2016年、教頭）

### 一般ゲーム
2004年
- CROSS†CHANNEL シリーズ（2004年 - 2014年、佐倉霧） - 3作品
- Orange Pocket -コルネット- / -リュート-（藤木咲乃） - 2作品

2005年
- 風雨来記2（真鶴・天継・テイラー）- 「沢野冷果」名義

2007年
- はかれなはーと 誰がために君はある？ / 君がために輝きを（清水千晶） - 2作品、「村上仁美」名義
- いつか、届く、あの空に。 〜陽の道と緋の昏と〜（未寅愛々々）

2008年
- ペルソナ4 シリーズ（2008年 - 2014年、小西早紀、上原小夜子、ジュネスCMソング） - 4作品

2009年
- タユタマ -Kiss on my Deity-（蘭ちゃん先生） - Xbox 360版

2012年
- 暁の護衛 トリニティ（桜坂風子）

2013年
- 学☆王 -THE ROYAL SEVEN STARS- +METEOR（田中夢子）

2015年
- ぜったい征服☆学園結社パニャニャンダー!!（コキン博士 他）

2018年
- タユタマ2 -you're the only one-（龍子） - PS4/PS Vita版
- 対魔忍RPG（井河アサギ）

### アダルトゲーム

#### 2001年
- CONCERTO.（三石みんと）- 「村上仁美」名義

#### 2002年
- new〜メイドさんの学校〜（リリィ・スバル）- 「村上仁美」名義
- ぎりギリLOVE（波原瑠璃子）
- 月雀（芽衣、李朋蘭）
- なつかげ（式守紗空）
- ハヤシ迷作劇場（レナ）
- 朝の来ない夜に抱かれて -ETERNAL NIGHT-（美空の後輩）
- 終わりなきメイド達の夜（ソフィア・エング）
- Blue-Sky-Blue【s】-空を舞う翼-（白石美砂）

#### 2003年
- Orange Pocket（藤木咲乃）
- 鏡の中のオルゴール シリーズ
  - ひとつめの物語 THMBELINA（親指姫の母）
  - ふたつめの物語 SNOW WHITE（女王）
- CROSS†CHANNEL シリーズ（2003年 - 2014年、佐倉霧） - 2作品[一覧 3]
- 詩乃先生の誘惑授業（飯山さやか）
- ドキドキしすたぁパラダイス（葉山沙由理）
- 虹の彼方に（春日部月夜、西宮綾瀬、野々村孝美）
- 八月のノスタルジア〜the summer with you〜 フルボイス版（逢坂夏生）
- 派遣制服（柏原亜沙美）
- 緋の月（和泉）
- カゴノトリ THE CAGED BIRD（倉敷千尋）
- V.G.NEO（玉真珠）
- Princess Bride（櫻見枝絵留、野々原のの乃）
- 学らぶ〜わがままなポニーテイル〜（草加ちづる）
- ももいろパラダイス〜住み込みバイト 恋愛付〜（北川深雪）
- 凌辱秘書室2〜御童志狼篇〜（鮎川亜樹）
- 夏色☆こみゅにけ〜しょん♪（西原つぐみ）
- 股間ハンター4〜OL卍固め〜（轟みこ）
- ねがいの魔法。
- セックスパートナー（小野寺あかね）

#### 2004年
- いもうと〜Sweet&Bitter〜（藤沢ひとみ）
- 家庭内調教（上月華燐）
- 虐襲（その他）
- カラフルハート 〜12コのきゅるるん♪〜（九条柚姫子）
- 狂*師R〜ねらわれた制服〜（三村由紀江）
- こすぷれ☆ティーパーティー（桜井有栖）
- シスターシスター〜恋のハートフルパニック〜（成末双葉）
- ジュエルスオーシャン（野々村知枝美）
- CHAIN TRAP 〜復讐の淫罠〜（浜田京子）
- ときめきCheck in!（DVDPGオリジナル版）（伊藤奈々美）
- ドリル少女ユイ（ドロシー）
- 友達以上恋人未満（宇佐美結衣）
- Happy Planning しあわせの総和（神林美紗）
- How to ふ〜どる ヘルス編（ソフィア＝エング）
- はなマルッ!（桃野桃）
- Filnansis（セシリア・グランファルド、白石美沙）
- プリンセスブレイブ! 雀卓の騎士（櫻見枝絵留、野乃原のの乃）
- Princess Moon 〜聖宝石騎士団の受難〜（レダ・ソシアール）
- Yin-Yang! X Change Alternative（神代咲夜）
- XchangeR（相原夏美）
- Xchange3（相原夏美）
- 幽明境を異にする（杉原香子）
- 凌辱五重奏〜淫獄への誘い〜（桐島沙智）

#### 2005年
- ANIpackII（ソフィア・エング）
- 淫妖蟲〜凌触学園退魔録〜（桃野桃）
- 英雄×魔王（その他）
- 鬼魂〜おにたま〜（遥坂泉）
- 姦狩〜凌辱報告書〜（小野寺あやね）
- 君に燈る灯（神楽羽衣音）
- くのいちばんっ! 見習い くのいち忍法帳（ティアラ）
- 蝶ノ夢 遊郭絵草紙（鈴、もも姫）
- 特命戦隊ユズレンジャー（柴門涼夏）
- 双子新妻はるかとせつなの桃色新婚生活（せつな）
- やきたてクロワッサン〜Autumn Leafの3姉妹〜（秋園美月）
- 夢見ヶ丘（高桑杏）
- ラストソング（早見美左枝）
- 対魔忍アサギ シリーズ（2005年 - 2018年、井河アサギ / クローンのアサギ / 吸血鬼のアサギ） - 9作品[一覧 4]

#### 2006年
- 愛玩隷嬢〜Doll〜（二階堂麗佳[5]）
- 艶劇倶楽部〜汚れたカーテンコール〜（岩村由宇）
- おしえて Re:メイド（フィリネ・レイヤード）
- 女教師 屈辱の教室（結城さち）
- 女教師 輪姦の教室（結城さち）
- 純恋〜JUNREN〜（朽木葉）
- 育ててみりゅ？〜ぼくとリリスのちょっとふしぎな物語〜（リリス、めぇめぇちゃん）
- Diagnosis〜淫魔のノート〜（新井美咲）
- ?とり×とり?〜えっちしてくんないとイタズラしちゃうゾ?〜（ナゴ、フランソワ・シュタイン）
- メイドインお仕事（唐沢実花）
- まいんど☆ぱぺっと -ファミレス店長のアブない野望-（江坂緑）

#### 2007年
- ああっお嬢様っ（マルデリーネ）
- いつか、届く、あの空に。（未寅愛々々）
- 狩霊士〜退魔は一日にして成らず〜 あなざ〜（五十嵐千紗、ドン）
- 触区〜学園妖触譚〜（天神明日香）
- SYOKUSYULIEN 淫獄の大地（矢崎美宇）
- 蠱惑の刻（桃野桃子）
- アンバランス 〜彼女の心は奪えない？〜（青蔦道未）
- 聖なるかな -The Spirit of Eternity Sword 2-
- Zwei Worter（イリューダ・トリェーリャ）
- なまたま（橘綾瀬）
- 乳ちちちちち〜ッ！〜ミルクまみれカフェ〜（園部麗華）
- 姫奴隷〜牝へと堕ちゆく双子の王女〜（エステル）
- 伸ばしたこの手は届かない（半井綾乃）
- 凌辱学園長/奴隷倶楽部 〜読心調教録〜（椎名柚紀）
- 麗佳牝犬調教〜××に犯されて…〜（二階堂麗佳）

#### 2008年
- VenusBlood -CHIMERA-（ブリジット）
- 純聖天使プリミティ☆ノエル〜恥辱に堕ちた少女〜（プリミティ・ノエル/神奈詩織）
- 淫触の辱夢（剣崎沙奈恵）
- タユタマ -Kiss on my Deity- / -It's happy days-（2008年 - 2009年、蘭ちゃん先生） - 2作品
- ママぷりっ！？〜我が家の同棲通信簿〜（春日部典子）
- 二代目は☆魔法少女（哀川つばさ、魔法少女アサルトセピア）
- ちゅうちゅうナース（橘真緒、美坂静流）
- FANTASICAL（メアリ・アン・バーネット）
- とらい☆すたーず（フィフス・ザ・ツェイト）
- Maple Colors 2（青葉緑）
- 輪姦倶楽部（山崎鈴子）[6]
- 凌辱人妻倶楽部（磯辺久美子）
- こっすこす! あなた好みのコスプレHしてあげる（春風千尋）
- 対魔忍ムラサキ 〜くノ一傀儡奴隷に堕つ〜（井河アサギ）
- はなマルッ!2（桃野桃、桐嶋アネモネ、謎の声）[7]
- まじかる☆ちぇんじ はるなちゃん〜魔法のキャンディーはとってもHな恋の味!〜（大和みづる）

#### 2009年
- 廃部計画（安藤せいら）
- りんかねーしょん☆新撰組っ!（土方時音）[8]
- マジスキ 〜Marginal Skip〜（梅谷小雪）
- 蝶ノ夢〜二人の蝶〜（鈴）
- 絶対可憐!お嬢様っ（谷地頭佳美）
- クレナイノツキ（鷺宮沙生）
- そらふね（リルル）

#### 2010年
- PrismRhythm -プリズムリズム-（水音銀）
- 暁の護衛〜罪深き終末論〜（桜坂風子）
- 学園3 〜華麗なる悦辱〜（2010年 - 2015年、シャスティ・ヴィカネス） - 2作品[注 2]
- Hello,good-bye（シスター・テレーズ）
- 純聖天使プリミティ☆ミエル〜闇に魅入られたツインエンジェル〜（プリミティ・ノエル / 神奈詩織）
- 純聖天使・調教飼育〜魔悦に染め上げられる生贄の少女たち〜（プリミティ・ノエル / 神奈詩織）
- 優しい図書館 第一巻「カイカン」（花蘇芳庵）
- 友達以上恋人未満〜HD Plus Edition〜（宇佐美結衣）
- 先生を孕ませよう!〜ひよこの呪いで透明化する俺!?〜（川瀬果歩[9]）
- ルーンロオド（石田龍子、入谷朋子）

#### 2011年
- 対魔忍ユキカゼ（2011年 - 2015年、井河アサギ[10]） - 2作品[一覧 5]

#### 2012年
- 学☆王 -THE ROYAL SEVEN STARS-（田中夢子[11]）
- 花色ヘプタグラム（ラビエル[12]）

#### 2013年
- Magical Charming!（田中夢子）

#### 2014年
- 対魔忍アサギ 決戦アリーナ（2014年 - 2015年、井河アサギ、吸血鬼のアサギ[13][注 3]、クローンアサギ、ナレーション[14]）
- 世界と世界の真ん中で（ラビエル）

#### 2015年
- ぜったい征服☆学園結社パニャニャンダー!!〜ドピュっと遂行、色欲怪人イタズラ実習エロ作戦!〜（コキン博士 他）

#### 2016年
- タユタマ2 -you're the only one- / -After Stories-（2016年- 2017年、龍子） - 2作品

#### 2017年
- 新訳 淫妖蟲（桃野桃）
- 毒メールシリーズ1 NTR セデュース〜寝取られた妻・セフレ・後輩・妹〜（元奈津美）

#### 2018年
- ヒトヅマサイミンカウンセリング（頬城友紀）

#### 2019年
- スク〜ル催眠ぱらだいす! 〜さっきまで全然好きじゃなかったのに!?〜（金重乙葉）

#### 2020年
- 巨乳女士官洗脳催眠「お前のような男の命令に従う訳がないだろう」（マリア・ローレンス[15]）
- LOST NOAH（アマルフィ[16]）
- GLASS（セレスティーナ[17]）

#### 2021年
- まどひ白きの神隠し（鞍馬憂架[18]）
- D.C.4 Plus Harmony 〜ダ・カーポ4〜 プラスハーモニー / D.C.4 Sweet Harmony 〜ダ・カーポ4〜 スイートハーモニー（2021年 - 2022年、日下可純[19][20]）- 2作品
- にじげんカノジョ（西住マキ[21]）

#### 2022年
- ジュエリー・ハーツ・アカデミア -We will wing wonder world-（コカトリス[22][注 4]）

#### 2023年
- 水月 ～すいげつ～ Grand Package（宮代花梨[23]）

### 吹き替え
- 68キル（2018年、ライザ〈アナリン・マッコード〉[24]）
- ハミングバード・プロジェクト 0.001秒の男たち（2020年、エヴァ〈サルマ・ハエック〉[25]）

### ドラマCD
2001年
- ○学○年生→○学○年生起立！→○学○年生ナイン！ G-typeドラマCD（2001年 - 2007年、日名雛）

2004年
- シャルロット〜Charlotte〜（キャサリン＝ベイカー）
- Orange Pocket アレンジ＆ドラマ（藤木咲乃）

2005年
- 苺王子（和菓子屋店員A）- 「沢野冷果」名義

2006年
- おしえて Re:メイド Original Sound Track with ドラマCD（フィリネ・レイヤード）

2008年
- 狩霊士〜退魔はなんとなくなりゆきで〜 ドラマCD1（五十嵐千紗）

2012年
- 対魔忍アサギ シリーズ（2012年 - 2019年、井河アサギ）
  - 対魔忍アサギ3 井河アサギ抱き枕カバー 対魔忍拘束凌辱CD付き（2012年）
  - アサギ冬仕様毛布抱き枕カバー（2012年）
  - 対魔忍アサギ オナホール Bセット(CD&タオル)（2013年）
  - 対魔忍アサギ3 井河アサギ抱き枕カバー ドMアサギのマゾ雌豚奉仕CD付き（2014年）
  - 対魔忍アサギ 決戦アリーナ グッズセット/井河アサギVer.（2014年）
  - 対魔忍アサギ3 井河アサギ〜光陣華ホール〜 Bセット（2015年）
  - 対魔忍アサギ3 井河アサギ抱き枕カバー 真夏のスケスケエロ衣装羞恥プレイCD付き（2015年）
  - 対魔忍RPGX 井河アサギ B2タペストリー＆ドラマCD（2019年）※『対魔忍アサギ』シリーズ最後の出演作

2019年
- 大野まりなと緒田マリの「まり☆まりな Forever」
- 大野まりなのCD『まりなちっく♡えたぁなる』内ドラマ「時を駆けるまりな2」（神様、車内販売員）

### 音声作品
- 完全無欠な姫騎士王は決してオークに屈したりしないっ！（2018年、ミニュア・スチュアート）
- 鈍色の花（2021年、尾切薔薇[26]）

### DVD-ROM
- いつ空&ナーサリィ☆ライム デスクトップアクセサリー「しゅが☆ぽ！」（2007年、末寅愛々々）

### ナレーション
- ジアス立川店 店内外宣伝ナレーション

### CM
- TVCM「ニンテンドーDS用ソフト 忍たま乱太郎 忍たまのための忍術トレーニング」
- TVCM「PS3用ソフト トトリのアトリエ 〜アーランドの錬金術士2〜」

### ラジオ
※はインターネット配信。
- 月兎通信
- Lump of Sugar 放送部（2007年 - 、音泉※）
- ひなとRirykaのキラキラスパイス（2008年 - 2013年、Star Rose label※・中央エフエム※）
- UMA×UMA（2009年 - ？、※）
- 週刊!本庄強（2016年5月15日、ゲスト取材）

### ラジオCD
2000年代
- Lump of Sugar放送部 ラジオCD VOL.1 - 6（2007年 - 2011年）
- アキハバラ発!ぷらてぃあ放送局 vol.5（第33・34回ゲスト、2008年4月25日）
- PUSH!!出張版（『PUSH!!』2008年6月号から3号連続で特典CDに収録されている特別版）
- ＜音泉＞スペシャルCD 2009夏、冬（2009年8月、12月）

2010年代
- ＜音泉＞スペシャルCD 2010夏、冬（2010年8月、12月）
- ＜音泉＞スペシャルCD 2011夏、冬（2011年8月、12月）
- ＜音泉＞スペシャルCD 2012夏、冬（2012年8月、12月）
- ラジオCD『ほめられてのびるらじおZ』Vol.7（2013年8月13日/コミックマーケット84）
- ＜音泉＞スペシャルCD 2013夏、冬（2013年8月、12月）
- 「SCRUM Radio〜らむらじ〜」ラジオCD Vol.11（2017年12月）

### 音声DVD
- 祝・<音泉>10周年 輝け!オールスターゲーム声優大集合スペシャル〜今夜は寝かさnight〜（2014年8月15日）
- 第2回 輝け!オールスターゲーム声優大集合スペシャル〜東西対抗!!天下ワレメの大合戦!!〜 DVDグッズセット（2015年8月16日）
- 第3回 輝け!オールスターゲーム声優大集合スペシャル〜私立ERG女学院 世界一イキたい授業!!〜 DVDグッズセット（2016年8月14日）

### テレビ
- ダラケ! 〜お金を払ってでも見たいクイズ〜（2016年1月28日、BSスカパー）

## ディスコグラフィ

### シングル
| 枚  | 発売日       | タイトル                          | 規格品番 | レーベル        | 備考                                                                    |
| --- | ------------ | --------------------------------- | -------- | --------------- | ----------------------------------------------------------------------- |
| 1st | 2008年4月4日 | 約束〜YAKUSOKU〜/笑顔のおすそわけ |          | Star Rose label | PCゲーム『狩霊士〜退魔は一日にして成らず〜 あなざ〜』エンディングテーマ |

### 歌手参加楽曲
| 発売日   | 商品名 | 歌                                                            | 楽曲                                             | 備考                                                                   |
| 2004年   | 2004年 | 2004年                                                        | 2004年                                           | 2004年                                                                 |
| -------- | --- | ------------------------------------------------------------- | ------------------------------------------------ | ---------------------------------------------------------------------- |
| 6月25日  | 『Xchange3』初回特典CD Xchange3 SPL Data disc                                                                | 中瀬ひな                                                      | 「夜明けの色」                                   | PCゲーム『Xchange3』エンディングテーマ                                 |
| 2005年   | |                                                               |                                                  |                                                                        |
| 2月18日  | 『双子新妻はるかとせつなの桃色新婚生活』初回特典CD 双子新妻はるかとせつなの桃色新婚生活 主題歌マキシシングル | 中瀬ひな                                                      | 「しゃぼんだま」                                 | PCゲーム『双子新妻はるかとせつなの桃色新婚生活』オープニングテーマ     |
| 2月20日  | Justice | reika                                                         | 「Justice」                                      | G-typeドラマCD『異教徒合神ミコシスター』オープニングテーマ             |
| 7月27日  | 鬼魂〜おにたま〜 サウンドトラック                                                                            | reika                                                         | 「いにしえの物語〜鬼魂〜」                       | PCゲーム『鬼魂〜おにたま〜』エンディングテーマ                         |
| 7月27日  | 鬼魂〜おにたま〜 サウンドトラック                                                                            | 逢坂泉（中瀬ひな）                                            | 「雫（泉っくす）」                               | PCゲーム『鬼魂〜おにたま〜』関連曲                                     |
| 8月12日  | CROWD ANIM EMU FETISH BERKANA COMPILATION VOCAL COLLECTION VOL.003                                           | reika                                                         | 「キミとキノコの真ん中で・・・」                 | PCゲーム『平成粘菌劇場 えろ茸』オープニングテーマ                      |
| 2006年   | |                                                               |                                                  |                                                                        |
| 4月14日  | がくと! Original Soundtrack                                                                                  | reika                                                         | 「また会えるよね！」                             | PCゲーム『がくと!』                                                    |
| 8月11日  | ザ★ベストヒッツ ネクストン ボーカル コレクション                                                             | reika                                                         | 「先生は魔女？」                                 | PCゲーム『まじかるティーチャー 先生は魔女?』オープニングテーマ         |
| 8月10日  | おしえて Re:メイド Original Sound Track                                                                      | 中瀬ひな                                                      | 「おしえて ご主人様♪」                           | PCゲーム『おしえて Re:メイド』SPエンディングテーマ                     |
| 2007年   | |                                                               |                                                  |                                                                        |
| 8月24日  | SYOKUSYULIEN 淫獄の大地 初回特典シークレットディスク                                                         | 中瀬ひな                                                      | 「破鏡の眸」                                     | PCゲーム『SYOKUSYULIEN 淫獄の大地』オープニングテーマ                  |
| 2008年   | |                                                               |                                                  |                                                                        |
| 6月27日  | Angel Note Best Collection IV『Be nuts about Angels』                                                        | 中瀬ひな                                                      | 「Eternity Star's」                              | PCゲーム『とらい☆すたーず』オープニングテーマ                          |
| 8月29日  | Angel Note Best Collection V『Sing Song Swing』                                                              | 中瀬ひな                                                      | 「Fairy tale of fantasy」                        | PCゲーム『FANTASICAL』オープニングテーマ                               |
| 12月19日 | ダンジョンクルセイダーズ2 〜永劫の楽土〜 オリジナルサウンドトラック                                          | 中瀬ひな、Riryka                                              | 「Crusader Dream」                               | PCゲーム『ダンジョンクルセイダーズ2 〜永劫の楽土〜』オープニングテーマ |
| 2009年   | |                                                               |                                                  |                                                                        |
| 6月5日   | further along〜from iyunaline to solfa〜                                                                     | 中瀬ひな                                                      | 「DIS-HEAVEN」                                   |                                                                        |
| 8月28日  | Angel Note Best Collection VI『Heartful Moment』                                                             | 中瀬ひな                                                      | 「クレナイノツキ」                               | PCゲーム『クレナイノツキ』オープニングテーマ                           |
| 11月27日 | そらふね オリジナルサウンドトラック                                                                          | 中瀬ひな                                                      | 「らくえん」                                     | PCゲーム『そらふね』エンディングテーマ                                 |
| 2010年   | |                                                               |                                                  |                                                                        |
| 5月28日  | Angel Note Best Collection VII『PROVIDENCE』                                                                 | なかせひな、Riryka                                            | 「Get the future」                               | PCゲーム『ルーンロオド』オープニングテーマ                             |
| 5月28日  | Angel Note Best Collection VII『PROVIDENCE』                                                                 | なかせひな                                                    | 「りんかねーしょん☆新撰組っ！」                  | PCゲーム『りんかねーしょん☆新撰組っ！』挿入歌                          |
| 7月13日  | VESTIGE -刃に残るは君の面影- 予約特典オリジナルサウンドトラック                                              | なかせひな                                                    | 「dear」                                         | PCゲーム『VESTIGE -刃に残るは君の面影-』エンディングテーマ             |
| 2011年   | |                                                               |                                                  |                                                                        |
| 5月6日   | Angel Note Best Collection VIII『ORANGE CANDY BOX』                                                          | なかせひな、Riryka                                            | 「shining brightly」                             | PCゲーム『ナイトカーニバル!』オープニングテーマ                        |
| 2014年   | |                                                               |                                                  |                                                                        |
| 5月2日   | Angel Note Best Collection X『To the Brilliant Future』                                                      | なかせひな                                                    | 「ASAGI」                                        | PCゲーム『対魔忍アサギ3』イメージソング                                |
| 2016年   | |                                                               |                                                  |                                                                        |
| 1月29日  | Angel Note Best Collection Vol.11『Melodies』                                                                | なかせひな、Riryka                                            | 「Get The Future（ヴァ☆ニー vs. DJ 沖P Remix）」 |                                                                        |
| 1月29日  | Angel Note Best Collection Vol.11『Melodies』                                                                | ラビエル（なかせひな）                                        | 「光臨！大天使ラビエル☆（DJ 沖P Remix）」        | PCゲーム『花色ヘプタグラム』イメージソング                             |
| 6月18日  | Angel Note Live 2016 会場限定シングルCD「Infinity」                                                          | 神代あみ、榊原ゆい、tohko、なかせひな、中山マミ、葉月、Riryka | 「Infinity」                                     | ライブイベント「Angel Note Live 2016」主題歌                           |

### キャラクターソング
| 発売日        | 商品名                                                                                  | 歌                                                               | 楽曲                                                                        | 備考                                                             |
| ------------- | --------------------------------------------------------------------------------------- | ---------------------------------------------------------------- | --------------------------------------------------------------------------- | ---------------------------------------------------------------- |
| 2001年7月?日  | CONCERTO. オリジナルサウンドCD                                                          | 三石みんと（村上仁美）                                           | 「Love with you」                                                           | PCゲーム『CONCERTO.』挿入歌                                      |
| 2001年8月3日  | CONCERTO.〜ソング＆BGM集〜                                                              | 三石みんと（村上仁美）                                           | 「Candy」 「白夜」 「Love with you」                                        | PCゲーム『CONCERTO.』挿入歌                                      |
| 2001年8月3日  | CONCERTO.〜ソング＆BGM集〜                                                              | 三石みんと（村上仁美）                                           | 「Love with you Go!Go!Funky Mix」                                           | PCゲーム『CONCERTO.』関連曲                                      |
| 2001年8月3日  | CONCERTO.〜ソング＆BGM集〜                                                              | 村上仁美、長崎みなみ、芹園みや、静野ももか、赤威林檎、七瀬ゆるみ | 「season」                                                                  | PCゲーム『CONCERTO.』エンディングテーマ                          |
| 2007年4月4日  | いつか、届く、あの空に。 キャラクターCDコレクションvol.4〜末寅 愛々々（C.V.中瀬ひな）〜 | 未寅愛々々（中瀬ひな）                                           | 「ほんとはね、」                                                            | PCゲーム『いつか、届く、あの空に。』関連曲                       |
| 2008年9月12日 | 嫁の心得〜ステキな嫁になるぞ〜&愛のフルボッコ体操                                       | 唯井ふたみ（遠井実瑠）、未寅愛々々（なかせひな）                 | 「嫁の心得〜ステキな嫁になるぞ〜」                                          | PCゲーム『いつか、届く、あの空に。』関連曲                       |
| 2008年9月12日 | 嫁の心得〜ステキな嫁になるぞ〜&愛のフルボッコ体操                                       | 未寅愛々々（なかせひな）                                         | 「愛のフルボッコ体操」 「嫁の心得〜ステキな嫁になるぞ〜 カラオケ愛々々ver」 | PCゲーム『いつか、届く、あの空に。』関連曲                       |
| 2010年8月13日 | PrismRhythm ED.VocalCollection -Belltina-                                               | 水音銀（なかせひな）                                             | 「Smile」                                                                   | PCゲーム『PrismRhythm -プリズムリズム-』水音銀エンディングテーマ |
| 2013年3月29日 | Angel Note Best Collection IX『Venus Voice』                                            | ラビエル（なかせひな）                                           | 「光臨！大天使ラビエル☆」                                                   | PCゲーム『花色ヘプタグラム』関連曲                               |

### 「月兎」の作品
| 枚  | 発売日 | タイトル                                        | 備考 |
| --- | ------ | ----------------------------------------------- | ---- |
| 1st |        | 月兎1st Demo Tape「蝶/月参り」                  |      |
| 2nd |        | 月兎1st CD「月参り うさぎを想い 我 還る場所へ」 |      |
| 3rd |        | 月兎2nd Demo Tape「かけら…」                    |      |

### CD収録不明
| 時期   | 楽曲                                          | 歌                 | 備考                                                        |
| ------ | --------------------------------------------- | ------------------ | ----------------------------------------------------------- |
| 2003年 | 「夏の約束」                                  | 中瀬ひな           | PCゲーム『カゴノトリ THE CAGED BIRD』オープニングテーマ     |
| 2004年 | 「敦子ちゃん、GO!GO! Featuring イグアナくん」 | 成瀬未亜、中瀬ひな | PCゲーム『Happy Planning しあわせの総和』エンディングテーマ |
| 2006年 | 「いばらの鎖」                                | 中瀬ひな           | PCゲーム『カスタム隷奴F』オープニングテーマ                 |
| 2008年 | 「楽園のMirage」                              | 中瀬ひな           | PCゲーム『FANTASICAL』エンディングテーマ                    |
| 2009年 | 「罪と罰」                                    | 中瀬ひな           | PCゲーム『廃部計画』主題歌                                  |
| 2010年 | 「サクラ」                                    | 中瀬ひな           | PCゲーム『Bloods～淫落の血族2～』オープニングテーマ         |

- 永久のDestiny

### 作詞を行った作品
時期不明
- 月兎の楽曲（作詞名義：姫月）
  - 蝶
  - 月参り
  - 水晶の粒
  - 砂時計
  - セレネ
  - かけら…
  - 言の葉

2005年
- Justice

2006年
- おしえてご主人様

2008年
- 笑顔のおすそわけ
- 愛のフルボッコ体操
- Eternity Star's
- Fairy tale of fantasy
- 楽園のMirage

2009年
- クレナイノツキ
- 罪と罰
- りんかねーしょん☆新撰組っ！

2010年
- なかせひな、Riryka「Get the future」、「shining brightly」
- dear（Massanと共同作詞）
- Smile

2012年
- ASAGI
- 光臨！大天使ラビエル☆（セロリと共作）

### 作詞提供
2004年
- 奇跡の宝物（東風たまこ）
- 闇夢（東風たまこ）
- 風のオルゴール〜シャルロット〜（鳩野比奈）
- 光の中のシャルロット（鳩野比奈）

2008年
- 信頼の歌（今野宏美）

2009年
- UMAの曲
  - I am a Gengar（Luhicaと共作）
  - NADARE（Luhicaと共作）
  - ぱんプリ！
  - 永久の恋
  - 魂の炎

2010年
- UMAの曲
  - 未来へのTake Off（Luhicaと共作）
  - Pinky Bomber（Luhicaと共作）
  - 道（Luhicaと共作）

- Prism（松蓼美桜）
- Present（藤森ゆき奈）
- Dreams（浦霞紫乃）
- Spring Snow（灰田みかげ）

2013年
- 無慈悲なレクイエム〜I'm engulfed in sorrow〜（UMA）

## 音響監督
- アダルトゲーム『WISH』（Momentum Games、2020年）
- 18禁ボイスドラマ『MOMO2～悪い鬼は桃から生まれた俺が抱く！～』（2020年[27]）
- アダルトゲーム『プリンセスクライシス』（2020年[28]）
- 18禁ボイスドラマ『鈍色の花』（2021年[29]）
- アダルトゲーム『ゆまほろめ～時を停めた館で明日を探す迷子たち～』（2022年[30]）
- アダルトゲーム『ジュエリー・ハーツ・アカデミア-We will wing wonder world-』（2022年[31]）

## その他

### コラム
- DENGEKI HIME連載コラム「中瀬ひなのアカデミアン」（2009年1月号 -）